# Estallido peruano en Ica
El estallido peruano en Ica, corresponde a una serie de choques violentos sucedidos entre los días 24, 25 y 26 de enero de 2023 durante el transcurso de un operativo policial para la liberación de la Panamericana Sur, específicamente en los sectores de Barrio Chino y Expansión Urbana en el distrito de Salas (Provincia de Ica), así como el Álamo en el distrito de Pueblo Nuevo (Provincia de Chincha), bloqueadas por manifestantes en el contexto de la convulsión social de Perú. Algunos medios de comunicación la tildaron de «batalla civil».
El 30 de enero de 2023, una operación policial-militar logró liberar pacíficamente y definitivamente la Panamericana Sur en la región Ica. Posteriormente, muchos de los efectivos participantes de este operativo fueron desplegados a liberar el bloqueo de Puerto Maldonado, en febrero.

## Antecedentes

### Disturbios en abril de 2022
Durante la crisis de abril de 2022 bajo el gobierno de Pedro Castillo, la Panamericana Sur fue bloqueada en el kilómetro 278 «Barrio Chino» y en el kilómetro 290 «Expansión Urbana». Durante dicho contexto, se produjeron algunos disturbios y enfrentamientos en la zona. El 6 de abril, tres policías de la comisaría Pampas Villacuri en Salas fueron tomados como rehenes por los manifestantes, lo que provocó enfrentamientos violentos que terminaron con el saldo de 2 civiles muertos y 15 heridos. El gobierno envío a 500 policías y pudo recuperar el control social de la zona.

## Contexto

### Intento de autogolpe de Estado
El por entonces presidente Pedro Castillo dio un autogolpe de Estado el 7 de diciembre de 2022 en el cual anunció la disolución del congreso y la intervención de diversas instituciones del Estado. Sin embargo, el intento de autogolpe fracasó y, amparándose en el artículo 46 de la Constitución para el inicio del proceso, el congreso vacó a Pedro Castillo. La posterior detención de Pedro Castillo cuando se dirigía a la embajada de México para buscar asilo político hizo que sus seguidores, convocados previamente para la tercera "Toma de Lima", iniciaran manifestaciones que se extendieron por todo el país, a la que se unieron diversos colectivos y organizaciones de izquierda.

### Bloqueo de vías en la Panamericana Sur
Tras el intento fallido de autogolpe, el 8 de diciembre de 2022 se reportó el bloqueo de carreteras en el sector de Barrio Chino y La Expansión, ubicados en el departamento de Ica. Los manifestantes se manifestaron en contra de la destitución de Pedro Castillo y exigieron el cierre del congreso quemando llantas e impidiendo el tránsito de vehículos. El 9 de diciembre se reportó el bloqueo de carreteras en el sector de El Álamo. La mayor parte de los manifestantes eran vecinos del lugar que trabajaban en empresas dedicadas a la agroexportación, identificándose a Juan Gonzales Loayza como el principal azuzador de los manifestantes. El 11 de diciembre, el tránsito en los puntos bloqueados fue restaurado por la policía. El 12 de diciembre, los manifestantes bloquearon los kilómetros 261, 290, 299 y 300 de la Panamericana Sur, en el último punto los protestantes incendiaron un vehículo, motivo por el cual la Dirección Regional de Ica anunció la suspensión de clases. Se reportó enfrentamientos entre la policía y los manifestantes, destrucción de casetas y el ataque con piedras a periodistas de ATV. Debido a estos incidentes, el gobierno de Dina Boluarte declaró el estado de emergencia en la región Ica, Apurímac y Arequipa. El 15 de diciembre, personal militar y agentes de Dinoes y USE de la policía nacional liberaron pacíficamente la Panamericana Sur. El 18 de diciembre, la policía reafirmó el desbloqueo.
Para el 4 de enero, según los acuerdos de la Asamblea de la Macrorregión Sur del 28 de diciembre, se fijó la reactivación de las manifestaciones. Tras una reunión de dirigentes de asentamientos humanos y sindicatos de Ica, se llegó al acuerdo de «desde las cero horas del día miércoles 4 de enero, tomaremos la medida de lucha de bloquear la carretera Panamericana Sur en tres piquetes. El Álamo, Expansión Urbana y Barrio Chino en Ica y en Pisco San Clemente», dichos bloqueos se efectuaron al día siguiente, además se bloquearon otros sectores pero fueron rápidamente neutralizados por la PNP. Algunos policías entregaron almuerzos a pobladores y niños del sector de Barrio Chino. El 8 de enero, una persona perdió la vida en un vehículo varado en Pisco, presuntamente sufrió un paro cardíaco. El 9 de enero la Panamericana Sur en la región Ica fue completamente liberada por los mismos manifestantes, agentes de la Dinoes y de la Unidad de la Policía Montada resguardaron la zona. El 11 de enero, un piquete de manifestantes tomó el Puente Huamaní en Pisco, pero fueron rápidamente expulsados por la PNP.
El 16 de enero, un contingente policial detuvo a decenas de caravanas de manifestantes provenientes de Apurímac, Ayacucho y Cusco en el kilómetro 32 de la vía Los Libertadores Wari, en el distrito de Humay en Pisco, aunque los liberaron al día siguiente. Unos 400 pobladores de Humay organizaron una olla común para los manifestantes. Otras caravanas de Puno y Cusco, recibieron el apoyo de los pobladores del distrito de Santiago y el sector La Venta, por su pase en la Panamericana Sur.

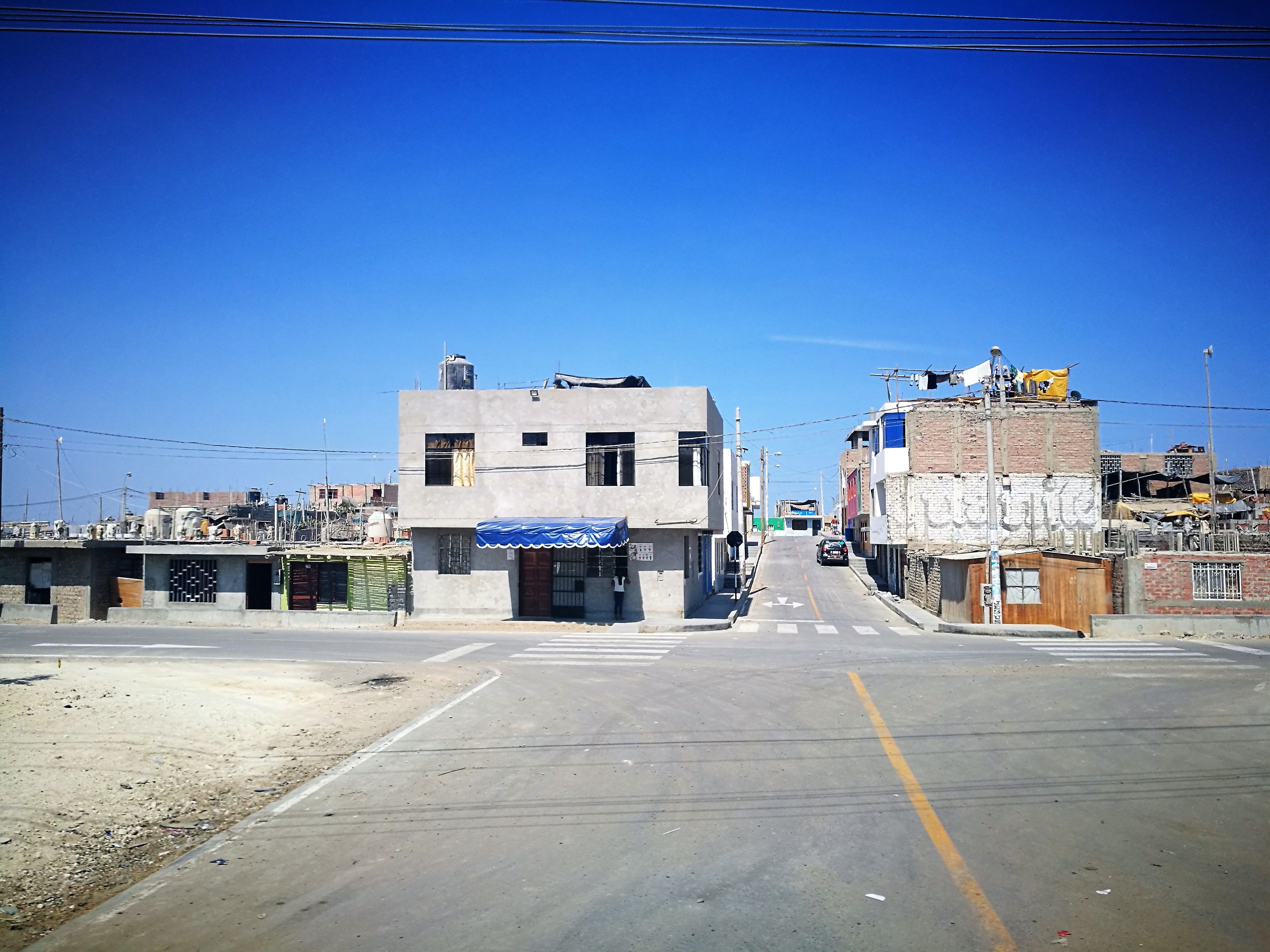
La Panamericana Sur a la altura de San Clemente (Pisco).

Por motivo de la Segunda marcha de los Cuatro Suyos el 19 de enero de 2023, la Panamericana Sur fue nuevamente bloqueada en los kilómetros de El Álamo, Expansión Urbana, Barrio Chino, Santiago y La Venta Baja en la provincia de Ica y Santa Cruz, San Clemente y Puente Huamani en la provincia de Pisco, los manifestantes exigían la renuncia de Dina Boluarte y el cierre del congreso. Paralelamente, cientos de manifestantes se concentraron en la Plaza de Armas de la ciudad de Ica y recorrieron pacíficamente las principales avenidas de dicha ciudad, recibieron el apoyo de agrupaciones sociales y sindicatos como el Frente de Trabajadores Agrarios de Ica (Frentagro), el Sindicato Unificado de Docentes de la Universidad Nacional San Luis Gonzaga de Ica (Sudunica) y la CGTP local. Además, manifestantes del sector de Expansión Urbana recorrieron la Panamericana Sur. Durante la noche, en la ciudad de Ica hubo una confusa gresca que acabó con 7 detenidos. Con estos bloqueos, la ciudad de Ica quedó cercada tanto por el sur como por el norte.
El 20 de enero, una delegación de manifestantes del sector de Barrio Chino, partieron a Lima en tres autobuses. Cerca de 30 policías intentaron desbloquear el bloqueo del distrito de Santiago pero fueron superados en número. Se denunció que algunos dirigentes (comprados por las autoridades) estuvieron provocando enfrentamientos entre los manifestantes y civiles en contra de las protestas, en la zona de Santiago estuvieron dirigidos por Indira Martínez (apoyada por ciudadanos venezolanos), y en Expansión Urbana por la policía. Para el día 23 de enero, únicamente los tramos de El Álamo, Expansión Urbana y Barrio Chino seguían bloqueados. A partir de dicha fecha, dichas vías no fueron liberadas definitivamente hasta el 30 de enero.

## Liberación de la Panamericana Sur

### Detonante
El 23 de enero de 2023, un grupo de 50 a 80 vándalos ingresaron a las sedes de las empresas agroexportadoras Agro Victoria, Frayle y Natalia exigiendo el inmediato cese de actividades y amenazando a los trabajadores para que se unan al bloqueo de la Panamericana Sur, también causaron destrozos como el incendio de una caseta de seguridad y unos 50 metros de cerco perimétrico. Ante ello, los representantes de las empresas agroexportadoras exigieron el envío de refuerzos policiales a la zona, y presionaron a las autoridades para que desbloqueen la Panamericana Sur. La Defensoría del Pueblo y el Ministerio de Desarrollo Agrario y Riego condenaron el ataque.
El presidente de la Cámara Regional de Turismo de Ica, Víctor Rojas, detalló que aproximadamente el 60% de las agencias de turismo de Ica han quebrado por los continuos bloqueos de la carretera Panamericana Sur. La congresista Maricarmen Alva pidió declarar en estado de sitio a Ica. En la ciudad de Ica se desarrolló una marcha por la paz. El exgobernador regional de Ica Fernando Cillóniz, criticó los bloqueos y la ineficacia del gobierno.

#### El caso de Carhuaz
El distrito de Santiago, amaneció sin bloqueos, quedando únicamente Barrio Chino, El Álamo y Expansión Urbana con piquetes de manifestantes en la Panamericana Sur. Debido a que los bloqueos aún persistían, los conductores varados empezaron a continuar su viaje por el camino que se encuentra al oeste de Ica y lleva a las playas de Carhuaz, Reserva de Paracas y Pisco, dicho camino es altamente peligroso. El 23 de enero, el sector de Tierra Prometida (Ica), salida a Carhuaz fue bloqueada por 4 piquetes de numerosos manifestantes, en dicho contexto, unos 300 policías del Frente Policial de Ica intentaron desbloquear Tierra Prometida, pero fueron superados en número por los manifestantes y obligados a replegarse.

### Conflicto

Los puntos más conflictivos fueron los sectores de Barrio Chino y Expansión Urbana ubicados en el distrito de Salas, provincia de Ica.

#### 24 de enero
La Policía Nacional inició con el operativo de liberación de la Panamericana Sur, para ello, el Frente Policial de Ica al mando del general PNP Aldo Muñoz desplego entre 120 y 200 efectivos policiales. A las 6:40 a. m iniciaron los enfrentamientos en el kilómetro 298 «El Álamo», los manifestantes usaron piedras y bombas molotov para atacar a la policía, a las 9:00 a. m, la policía recuperó la vía bloqueada con dirección de norte a sur. El Escuadrón Verde capturó a dos manifestantes que portaban ocho bombas molotov.
A las 11:00 a. m., la policía inició el despeje de la Panamericana Sur en el kilómetro 290 «Expansión Urbana», en dicho sector, los manifestantes liderados por Julio Carbajal, dirigente del Frentagri, atacaron con piedras y hondas a la policía. Decenas de pobladores locales salieron en defensa de los efectivos policiales y expulsaron a los manifestantes, hecho que hizo que los manifestantes retrocedieran al sector de Barrio Chino.
En la tarde, la policía apoyada por civiles, avanzaron sobre el kilómetro 278 «Barrio Chino», bastión de los manifestantes en la Panamericana Sur. Tras algunas horas de enfrentamientos, los policías se vieron obligados a replegarse tras el ataque de más de 1500 manifestantes. Se reportaron 13 policías y 4 manifestantes heridos.
El gobernador regional de Ica, Jorge hurtado Herrera convocó a una reunión de emergencia a los 43 alcaldes de la región. Durante la noche, dio una entrevista al noticiero ATV e invocó a un diálogo con los manifestantes. Debido a los enfrentamientos, las principales empresas Agroindustriales de Ica (Promica Perú S.A.C, Don Ricardo, La Calera y Beta), paralizaron sus actividades, lo que afectó a 80 mil trabajadores según el presidente de la Asociación de Gremios Productores Agrarios del Perú (AGAP), Alejandro Fuentes.
Por la noche, el número de manifestantes aumentó. Se radicalizó las manifestaciones, moviéndose grandes bloques de cemento para el bloqueo de vías, los sectores de Expansión Urbana y El Álamo volvieron a ser bloqueadas. El Frente Policial de Ica solicitó el envío de refuerzos de las regiones policiales de Lima y Callao para efectuar un desbloqueo mejor organizado.

#### 25 de enero
La Cámara de Comercio de Ica pidió declarar el estado de emergencia en la región al primer ministro, Alberto Otárola, por las pérdidas económicas y por un inminente desabastecimiento de productos en todo el departamento.
El gobierno de Dina Boluarte desplego a Ica, a más de 600 efectivos de la División Nacional de Operaciones Especiales (Dinoes) y la Unidad de Servicios Especiales (USE) de la Región Policial del Callao, al mando del general PNP Jorge Castillo Vargas, los que se unificaron con los 200 policías del Frente Policial de Ica, al mando del general PNP Aldo Muñoz, para desbloquear los sectores bloqueados de la Panamericana Sur, tanto de Pisco como de Ica. Los efectivos policiales llegaron a la ciudad de Pisco a las 10:00 a. m, a bordo de 15 buses de su institución, posteriormente partieron hacia los puntos bloqueados.
El operativo policial comenzó poco después del medio día, los contingentes de las fuerzas del orden lograron recuperar rápidamente los kilómetros 298 «El Álamo» y 290 «Expansión Urbana», en este último sector se formó un cordón policial y se iniciaron los enfrentamientos, debido a que algunos piquetes intentaron retomar el control de la vía, atacando a los policías con piedras. Un representante del Ministerio Público estuvo presente durante estos acontecimientos.
Paralelamente comenzaron los enfrentamientos en el kilómetro 278 «Barrio Chino». Los manifestaron emplearon piedras, palos y hondas para atacar a los policías, así como también colocaron llantas quemadas para dificultar la vista de los agentes. Quedó registrado en vídeo, como numerosos ciudadanos venezolanos se plegaron a la policía y atacaron a los manifestantes. Los enfrentamientos se intensificaron y se expandieron al centro urbano de Barrio Chino, en esos enfrentamientos una ambulancia de bomberos fue apedreada por manifestantes, y un colegio de Barrio Chino se incendio, según el Gobierno Regional de Ica se habría producido por la caída de una bomba lacrimógena en unas maderas de la institución, los bomberos se negaron a acudir por temor a ser atacados. Después de casi 8 horas de enfrentamientos, los miles de manifestantes rodearon a los efectivos policiales, estos últimos agotaron completamente sus perdigones y bombas lacrimógenas, ante este panorama, se replegaron a la comisaría de Pampas Villacuri, únicamente cuatro agentes con fusiles AKM cubrieron la retirada. Al observar la retirada de los policías, un manifestante mencionó «así los de Barrio Chino corremos a los tombos». Durante la noche, hubo un apagón general en Ica, y una falsa alarma de intento de toma de la comandancia policial de Villacuri por los manifestantes.
Resultaron heridos 57 policías (47 en Barrio Chino y 10 en La Expansión), mientras que en Barrio Chino, un suboficial PNP fue retenido y golpeado salvajemente por un grupo de manifestantes, el efectivo tuvo que salvarse protegiéndose con una bomba lacrimógena, posteriormente fue rescatado por pobladores locales y llevado a un hospital. Los policías heridos fueron trasladados al hospital San Juan de Dios en Pisco. Solo 16 civiles y 1 bombero heridos fueron atendidos en centros de salud, algunos otros manifestantes se negaron a acudir a centros de salud por temor a ser detenidos.Durante la noche, Expansión Urbana y El Álamo volvieron a ser bloqueadas, en el sector urbano de El Álamo, Pueblo Joven Señor de Luren hubo un tiroteo que dejó un civil herido de bala.

##### Detenciones en La Expansión
Durante el breve desbloqueo del sector Expansión Urbana, numerosos efectivos policiales habrían realizado una incursión en el centro urbano de dicho sector, en la cual habrían detenido a 15 personas (entre ellos 3 menores de edad), algunos incluso no participaron en los bloqueos ni en los enfrentamientos. El 29 de enero, se dictó 4 meses de prisión preventiva contra 7 de aquellos sujetos por disturbios, mientras que tiempo después los otros 2 sujetos detenidos el día anterior en El Álamo fueron condenados a 6 años de prisión. Además, el dirigente Julio Carbajal que un día antes había estado liderando a los manifestantes, esta vez se le observó ayudando a los policías y atacando a civiles, presuntamente fue «comprado».

#### 26 de enero
Los enfrentamientos continuaron durante el día, siendo mucho menos violentos que los días anteriores y concentrándose únicamente en Barrio Chino. Según el diario El Comercio, los intentos de desbloqueo de la Panamericana Sur por parte de la policía fracasaron por la falta de un verdadero planeamiento para poder actuar, el medio de comunicación digital «La Lupa» criticó de igual forma las contradicciones de la PNP al momento de realizar intervenciones. El mismo día se dio a conocer un comunicado conjunto del Ministerio de Defensa y del Ministerio del Interior en donde anunciaban el ingreso de las fuerzas armadas para desbloquear las carreteras bloqueadas a nivel nacional.

### Crisis interna
Se reportó que, para el 27 de enero, el poblado urbano de Barrio Chino estaba totalmente controlada por los manifestantes y pobladores locales, con ninguna presencia policial, los primeros incurrieron a cobro de cupos y otros actos de vandalismo. Así mismo, los choferes varados empezaron a cruzar el desierto iqueño en un trayecto de más de 3 horas, para continuar su viaje y evadir los bloqueos. Gladys Tapia Medina, representante de la Asociación Multisectorial e Interdisciplinario (AMIP) intentó en Barrio Chino, buscar la intermediación de un diálogo entre manifestantes y las autoridades, logrando el pase humanitario de un tráiler con 20 toneladas de oxígeno. El hospital de Ica recibió 48 balones de oxígeno de 10 metros cúbicos como medida de contingencia.
En la tarde del 28 de enero, los manifestantes anunciaron una tregua con la posible entrega de la Panamericana Sur con el único pedido de la liberación de los 17 manifestantes detenidos durante los días de enfrentamientos, en dicho contexto algunos vehículos pudieron continuar su viaje. Sin embargo, al día siguiente un sector más radical rompió la tregua y volvió a bloquear Barrio Chino, lo que desencadeno, enfrentamientos entre los propios manifestantes y pobladores de la zona, así como al ataque a camiones varados. Caravanas de manifestantes de Puno, tuvieron el pase libre para continuar su viaje a Lima.

### Desbloqueo definitivo
El gobierno envío a más de 280 soldados de la Primera Brigada de Fuerzas Especiales del Ejército del Perú, pertenecientes al Comando Operacional del Centro, con apoyo de la Marina de Guerra y Fuerza Aérea para desbloquear definitivamente la Panamericana Sur, además envío a un contingente de 2000 policías de la Unidad de Servicios Especiales (USE) de la Policía Nacional a Ica y Puno para reforzar a la seguridad de las vías de dichos departamentos.
El 30 de enero, al medio día, el personal de las fuerzas armadas y 500 policías con apoyo de tanquetas, caballos y helicópteros, al mando del general PNP Víctor Zanabria, pudieron liberar pacíficamente Barrio Chino, Expansión Urbana y El Álamo. Previamente, una comisión de altos mandos de la Fuerza Aérea del Perú dialogaron con los dirigentes para comunicarles cual sería el procedimiento en caso de enfrentamientos. Inmediatamente las fuerzas del orden retiraron los objetos que habían sido usados para bloquear la vía, y las decenas de camiones y vehículos varados pudieron continuar su viaje. Algunos pobladores mencionaron que la policía intento provocarlos para presuntamente generar enfrentamientos. El ministro del Interior, Vicente Romero destacó la operación policial-militar que liberó pacíficamente las vías bloqueadas en Ica.
Con la presencia de 300 soldados y 500 policías, el 31 de enero, las agencias de transporte terrestre y las empresas agroexportadoras de Ica, reanudaron operaciones. Las fuerzas del orden resguardaron el orden interno de Barrio Chino durante los días siguientes.

## Repercusiones
En diciembre de 2023 hubo nuevos intentos de bloqueo de la Panamericana Sur en los sectores de Barrio Chino y Expansión Urbana, que fueron repelidos por un contingente policial. Como resultado hubo 18 policías heridos y 3 detenidos.